# El Guelb El Kebir
El Guelb El Kebir (o El Guelbelkebir) è un comune dell'Algeria, situato nella provincia di Médéa.